# Jaroslav Navrátil
Jaroslav Navrátil (* 24. Juli 1957 in Přerov, damals ČSR) ist ein ehemaliger tschechischer Tennisspieler.

## Leben
Navrátil feierte seinen ersten größeren Erfolg auf der ATP World Tour, als er 1981 in Kitzbühel das Achtelfinale erreichte, und dabei Juan Aguilera bezwang. In den darauf folgenden Jahren konnte er diesen Einzelerfolg nicht wiederholen, erst 1984 erreichte er mit der Viertelfinalteilnahme bei den Swedish Open wieder ein nennenswertes Resultat. Im selben Jahr stand der erneut im Achtelfinale von Kitzbühel und im Viertelfinale von Toulouse. Sein größter Erfolg war die Teilnahme am Halbfinale von Prag 1987, als er in der ersten Runde Miloslav Mečíř bezwang und schließlich Tomáš Šmíd unterlegen war.
Erfolgreicher war Navrátil im Doppel. Im Laufe seiner Karriere konnte er zwei Titel auf der ATP World Tour sowie sieben weitere auf der ATP Challenger Tour erringen. Beim Challenger in Ulm gewann er zwischen 1982 und 1989 dreimal die Doppelkonkurrenz mit unterschiedlichen Partnern. Seine höchste Notierung in der Tennis-Weltrangliste erreichte er 1987 mit Position 64 im Einzel sowie Position 31 im Doppel.
Sein bestes Einzelergebnis bei einem Grand-Slam-Turnier war das Erreichen der zweiten Runde bei den US Open 1987, wo er nach einem Sieg über Mike DePalmer dem Schweizer Jakob Hlasek unterlag. In der Doppelkonkurrenz erreichte er im selben Jahr an der Seite von Stanislav Birner das Viertelfinale der French Open.
Navrátil wurde 1983 einmal in die tschechoslowakische Davis-Cup-Mannschaft berufen. In der Partie gegen Paraguay kam er im letzten Einzel zum Einsatz, als der Sieg der Tschechoslowaken bereits feststand. Seine Partie gegen Víctor Caballero gewann er klar in zwei Sätzen. Nach dem Ende seiner aktiven Karriere wurde er Kapitän der tschechischen Davis-Cup-Mannschaft.

## Erfolge
| Legende                       |
| Grand Slam                    |
| Tennis Masters Cup            |
| ATP Masters Series            |
| ATP International Series Gold |
| ATP International Series (2)  |
| ATP Challenger Tour (7)       |

### Einzel

#### Turniersiege
| Nr. | Datum           | Turnier | Belag | Finalgegner    | Ergebnis      |
| --- | --------------- | ------- | ----- | -------------- | ------------- |
| 1.  | 10. August 1981 | Royan   | Sand  | Jan Gunnarsson | 6:1, 6:4, 6:3 |

### Doppel

#### Turniersiege

##### ATP Tour
| Nr. | Datum            | Turnier | Belag   | Partner     | Finalgegner               | Ergebnis      |
| --- | ---------------- | ------- | ------- | ----------- | ------------------------- | ------------- |
| 1.  | 22. Februar 1988 | Metz    | Teppich | Tom Nijssen | Rill Baxter Nduka Odizor  | 6:2, 6:7, 7:6 |
| 2.  | 8. August 1988   | Prag    | Sand    | Petr Korda  | Thomas Muster Horst Skoff | 7:5, 7:6      |

##### Challenger Tour
| Nr. | Datum          | Turnier    | Belag     | Partner           | Finalgegner                    | Ergebnis      |
| --- | -------------- | ---------- | --------- | ----------------- | ------------------------------ | ------------- |
| 1.  | 26. Juli 1982  | Ulm (1)    | Sand      | Karl Meiler       | Dušan Kulhaj John Van Nostrand | 6:3, 6:3      |
| 2.  | 21. Juli 1986  | Ulm (2)    | Sand      | Mansour Bahrami   | Menno Oosting Huub van Boeckel | 7:5, 6:1      |
| 3.  | 30. März 1987  | Wien       | Hartplatz | Florin Segărceanu | Steve Guy David Lewis          | 6:4, 6:4      |
| 4.  | 11. Mai 1987   | Waiblingen | Sand      | Mark Woodforde    | Alex Antonitsch Peter Lundgren | 6:3, 7:5      |
| 5.  | 10. April 1989 | Graz       | Teppich   | Petr Korda        | Stanislav Birner Richard Vogel | 6:3, 6:7, 7:5 |
| 6.  | 3. Juli 1989   | Ulm (3)    | Sand      | Christian Weis    | Simone Colombo Nevio Devide    | kampflos      |

#### Finalteilnahmen
| Nr. | Datum            | Turnier | Belag         | Partner          | Finalgegner                   | Ergebnis      |
| --- | ---------------- | ------- | ------------- | ---------------- | ----------------------------- | ------------- |
| 1.  | 24. März 1985    | Nancy   | Hartplatz (i) | Jonas Svensson   | Marcel Freeman Rodney Harmon  | 4:6, 6:7      |
| 2.  | 15. Juni 1987    | Athen   | Sand          | Tom Nijssen      | Tore Meinecke Ricki Osterthun | 2:6, 6:3, 2:6 |
| 3.  | 16. August 1987  | Prag    | Sand          | Stanislav Birner | Miloslav Mečíř Tomáš Šmíd     | 3:6, 7:6, 3:6 |
| 4.  | 11. Oktober 1987 | Basel   | Hartplatz (i) | Stanislav Birner | Anders Järryd Tomáš Šmíd      | 4:6, 3:6      |